# Dream 16
Dream 16 foi um evento de artes marciais mistas da série DREAM. O evento aconteceu em 25 de Setembro de 2010, em Nagoya, Japão. O evento foi transmitido ao vivo na HDNet para a América do Norte.

## Background
Esse evento teve a final do GP de Meio Pesados do Dream e coroou o primeiro Campeão Meio Pesado do DREAM. Gegard Mousasi e Tatsuya Mizuno que venceram suas lutas no Dream 15 lutaram pelo título.
A luta entre os penas Joe Warren e Michihiro Omigawa foi retirada desse card.
Ikuhisa Minowa era esperado para enfrentar James Thompson, mas em vez lutou com o Medalhista de Ouro Olímpico de Judô Satoshi Ishii. No último minuto o adversário de Thompson foi mudado para o Campeão do Deep Megaton Yusuke Kawaguchi.

## GP de Meio Pesados de 2010
|  | Semifinal      | Semifinal      |   |  | Final          | Final |  |
|  |                |                |   |  |                |       |  |
|  |                |                |   |  |                |       |  |
|  | Gegard Mousasi | FIN            |   |  |                |       |  |
|  | Jake O'Brien   | 1              |   |  |                |       |  |
|  |                |                |   |  |                |       |  |
|  |                |                |   |  |                |       |  |
|  |                |                |   |  | Gegard Mousasi | FIN   |  |
|  |                | Tatsuya Mizuno | 1 |  |                |       |  |
|  |                |                |   |  |                |       |  |
|  |                |                |   |  |                |       |  |
|  |                |                |   |  |                |       |  |
|  |                |                |   |  |                |       |  |
|  | Melvin Manhoef | 1              |   |  |                |       |  |
|  | Tatsuya Mizuno | FIN            |   |  |                |       |  |